# Hiroki Etō
Hiroki Etō (jap. 江藤 裕樹, Etō Hiroki; * 16. Dezember 1966) ist ein japanischer Badmintonspieler. 

## Karriere
Hiroki Etō wurde 1993 japanischer Meister im Herrendoppel mit Tatsuya Yanagiya. In der Folgesaison konnten beide den Titel im Doppel verteidigen. Bei seinen Teilnahmen an Badminton-Weltmeisterschaften erreichte er mit Platz 17 seine beste Platzierung.

## Sportliche Erfolge
| Saison | Veranstaltung                | Disziplin    | Platz | Name                          |
| ------ | ---------------------------- | ------------ | ----- | ----------------------------- |
| 1987   | Weltmeisterschaft            | Herreneinzel | 17    | Hiroki Etō                    |
| 1989   | Weltmeisterschaft            | Herrendoppel | 33    | Hiroki Etō / Yasumasa Tsujita |
| 1989   | Weltmeisterschaft            | Mixed        | 17    | Hiroki Etō / Takako Shinki    |
| 1989   | Weltmeisterschaft            | Herreneinzel | 65    | Hiroki Etō                    |
| 1991   | Weltmeisterschaft            | Herreneinzel | 17    | Hiroki Etō                    |
| 1993   | Japan: Einzelmeisterschaften | Herrendoppel | 1     | Tatsuya Yanagiya / Hiroki Etō |
| 1994   | Japan: Einzelmeisterschaften | Herrendoppel | 1     | Tatsuya Yanagiya / Hiroki Etō |